# Râul Greaca
Râul Greaca este un curs de apă, afluent al râului Lozova. 